# 孙见龙
孙见龙，字葉飛，号潛村、春齋、慎齋，浙江乌程（今湖州）人，清朝政治人物。进士出身。

## 生平
康熙五十二年（1713年）登進士。曾于雍正九年（1731年）接替鲁宏璋任青浦县知县一职，雍正十年（1732年）由吕瑛接任。